# Liste der denkmalgeschützten Objekte in Lendorf (Drautal)
Die Liste der denkmalgeschützten Objekte in Lendorf enthält die 7 denkmalgeschützten, unbeweglichen Objekte der Gemeinde Lendorf im Drautal.

## Denkmäler
| Foto |                 | Denkmal                                                                                          | Standort                                     | Beschreibung | Metadaten |
| ---- | --------------- | ------------------------------------------------------------------------------------------------ | -------------------------------------------- | --- | --- |
| ja   | Datei hochladen | Kath. Filialkirche Maria am Bichl und Friedhof HERIS-ID: 53597 Objekt-ID: 61591                  | Feicht 1 Standort KG: Lendorf                | Die Filialkirche Maria Bichl wurde im Jahr 1390 erstmals urkundlich erwähnt. Der gegenwärtige, spätgotische Kirchenbau mit eingezogenem dreijochigen Chor mit 3/8-Schluss und Turm im nördlichen Chorwinkel stammt vom Ende des 15. Jahrhunderts und wurde um ein zweijochiges nördliches Seitenschiff erweitert. Bemerkenswert ist der Hochaltar aus dem zweiten Viertel des 17. Jahrhunderts. | BDA-Hist.: Q1412926 Status: § 2a Stand der BDA-Liste: 2025-06-30 Name: Kath. Filialkirche Maria am Bichl und Friedhof GstNr.: .74/1, 940/1 |
| ja   | Datei hochladen | Römisches Municipium Claudium Teurnia HERIS-ID: 112163 Objekt-ID: 130230                         | Holzerberg Standort KG: Lendorf              | Teurnia war eine um 50 n. Chr. gegründete römische Stadt, die in der Spätantike ein wichtiger Bischofssitz und Hauptstadt der Provinz Binnennorikum war. | BDA-Hist.: Q697154 Status: Bescheid Stand der BDA-Liste: 2025-06-30 Name: Römisches Municipium Claudium Teurnia GstNr.: .77, .78, .172, .220, 1040/1, 1041/1, 1042, 1044/1, 1044/2, 1046, 1047, 1048/1, 1048/2, 1048/3, 1049, 1050/1, 1050/2, 1051, 1054, 1055, 1056, 1058, 1060, 1061/1, 1062/1, 1062/2, 1062/3, 1062/4, 1063, 1064/1, 1064/2, 1064/3, 1064/4, 1065, 1066/1, 1066/2, 1068/3, 1068/2, 1069, 1070/1, 1070/2, 1071, 1072, 1073, 1074, 1075, 1076, 1077, 1078, 1079/1, 1080, 1081, 1082/1, 1083, 1090/2, 1090/4, 1090/5, 1092/1, 1094, 1146, 1621/6, 1763, 1764/1, 1764/2 Teurnia |
| ja   | Datei hochladen | Litzlhof HERIS-ID: 22062 Objekt-ID: 18390                                                        | Litzlhof 1 Standort KG: Lendorf              | Das am Südhang des Hühnerbergs gelegene ehemalige Schloss Litzlhof ist ein ursprünglich zweigeschoßiger Bau des 16. Jahrhunderts, der 1910 aufgestockt und erweitert wurde. Nur der Südtrakt ist Altbestand. Das Gebäude wird als Landwirtschaftsschule genutzt. | BDA-Hist.: Q15832574 Status: Bescheid Stand der BDA-Liste: 2025-06-30 Name: Ehem. Schloss (landwirtschaftl. Fachschule) und Stall GstNr.: 144 Schloss Litzlhof |
| ja   | Datei hochladen | Pfarrhof und Pfarrstadel, Römermuseum HERIS-ID: 54804 Objekt-ID: 63206                           | St. Peter in Holz 1 Standort KG: Lendorf     | An der östlichen Außenmauer des Pfarrhofes sind zwei Grabbaureliefs mit der Darstellung eines Hasen und eines Pferdes angebracht. Daneben befindet sich eine Grabinschrift für Ingenuus und Exepia sowie für Optatus und Celerina. Der Pfarrstadl wurde laut Bauinschrift 1895 errichtet. Seit 2000 befindet sich in ihm das Römermuseum Teurnia.                                               | BDA-Hist.: Q38062508 Status: § 2a Stand der BDA-Liste: 2025-06-30 Name: Pfarrhof und Pfarrstadel, Römermuseum GstNr.: .77 Pfarrhof und Pfarrstadel, Römermuseum Teurnia |
| ja   | Datei hochladen | Kath. Pfarrkirche hl. Peter und Friedhof HERIS-ID: 54805 Objekt-ID: 63208                        | bei St. Peter in Holz 1 Standort KG: Lendorf | Die mittelgroße Kirche mit Strebepfeilern, gedrungenem Turm und eingezogenem Chor ist ein gotischer Bau des 14. bis 15. Jahrhunderts, der barockisiert wurde. Wandmalereien innen und außen stammen aus dem 14. und 15. Jahrhundert. | BDA-Hist.: Q1803710 Status: § 2a Stand der BDA-Liste: 2025-06-30 Name: Kath. Pfarrkirche hl. Peter und Friedhof GstNr.: .78 Kirche St Peter im Holz |
| ja   | Datei hochladen | Heiliger Bezirk des Mars HERIS-ID: 57841 Objekt-ID: 68156                                        | Lendorf Standort KG: Lendorf                 | Das im zweiten nachchristlichen Jahrhundert in heimisch-keltischer Bauweise errichtete Marsheiligtum bei der sogenannten Römerklause wies einen Weihealtar und eine Kultstatue des Mars Latobius auf. Die Bauten wurden im Mittelalter zur Steingewinnung weitgehend abgetragen; Ausgrabungen fanden 1924 statt.                                                                                | BDA-Hist.: Q38078941 Status: Bescheid Stand der BDA-Liste: 2025-06-30 Name: Heiliger Bezirk des Mars GstNr.: 3, 4/1 |
| ja   | Datei hochladen | Kaiserzeitliches Stadtviertel von Teurnia am Nordfuß des Holzer Berges HERIS-ID: 211524seit 2022 | Standort KG: Lendorf                         | | BDA-Hist.: Q112942136 Status: Bescheid Stand der BDA-Liste: 2025-06-30 Name: Kaiserzeitliches Stadtviertel von Teurnia am Nordfuß des Holzer Berges GstNr.: 1007/2, 1008/2, 1006/1, 1006/2, 1036, 1037, 1038, 1004/2, 1009/2, 1011, 1035/2 Kaiserzeitliches Stadtviertel von Teurnia am Nordfuß des Holzer Berges |